# Зинченко, Екатерина Григорьевна
Екатери́на Григо́рьевна Зи́нченко (род. 7 июля 1960, Одесса, Украинская ССР, СССР) — советская и российская актриса театра и кино.

## Биография
Екатерина Зинченко родилась 7 июля 1960 года в Одессе в семье рабочего и учительницы вечерней школы.
По окончании школы поступила в Одесский электротехнический институт связи. Как рассказывала позднее сама Екатерина Григорьевна, об актёрской карьере она и не задумывалась. Причина столь внезапного поворота в её судьбе проста — одесская девушка без памяти влюбилась в одного столичного актёра московского Экспериментального театра-студии под руководством Юденича. Приехав в Москву, она пробралась в ГИТИС, где как раз в этот момент проходили вступительные экзамены. Юную одесситку, стоявшую на пожарной лестнице здания, заметил один из педагогов и полушутя сказал ей, что в помещение можно попасть и вполне законно — в качестве абитуриентки.
В 1983 году окончила ГИТИС, мастерская Людмилы Касаткиной и Сергея Колосова. Ее педагогом также был Владимир Наумович Левертов.

Всесоюзная известность пришла к Екатерине после роли мисс Морстен в фильме «Сокровища Агры» из сериала «Приключения Шерлока Холмса и доктора Ватсона», в котором она снялась, ещё будучи студенткой. Она вспоминала:
"Моя фотография попалась на глаза ассистенту по актерам, он вызвал на пробы в Ленинград. Не выспавшаяся, только что с поезда, я путалась в тексте и немного стеснялась замысловатой прически, которую навертели на голове гримеры. Но оператору Юрию Векслеру понравилась, он подмигнул Масленникову: мол, девочка хорошая, надо брать. Меня утвердили, и все вздохнули с облегчением. Оказывается, они давно не могли найти героиню на роль Мэри Морстен, по ходу сюжета становившейся Мэри Ватсон".
В 1990 году Екатерина Зинченко снялась в фильме Анатолия Эйрамджана — комедии «Бабник».

С этой картины и началось её долговременное сотрудничество с режиссёром. Сама актриса говорила:
"Я стала любимой актрисой Эйрамджана, но не из-за денег, которые доставала. В дальнейшем картины он уже снимал на свои. Анатолий Николаевич дал мне характеристику для вступления в Союз кинематографистов, в которой написал: «В нашей стране немного комедийных актрис, Зинченко одна из них - гениальная комедийная актриса. Круче ее я сейчас в российском кинематографе не вижу»".
Впоследствии она снималась в 16 других его картинах.
В 1990-е играла в Московском театре «Бенефис», среди ее работ: Изабелла Тренч - «Недоступная», С. Моэм.
В 2004 году была принята в качестве режиссёра-стажёра в Московский драматический театр имени Рубена Симонова. 

## Семья
Отец — Григорий Зинченко, электрик в одесском порту
Мать — учительница географии и истории
Муж — Владимир Мишин, преподаватель математики в МГУ. В разводе.
- Дочь — Ксения Владимировна Баринова (Мишина, род. 1982), с 2003 года актриса московского «Театра на Покровке».
  - Внучки — Полина (род. 2007), Анастасия, Мария (род. 2014)
- Сын — Феликс Зинченко (род. 1992), окончил музыкальную школу имени Бетховена по классу фортепиано. Работал барменом.

## Фильмография
- 1978 — Тактика бега на длинную дистанцию — эпизод
- 1980 — Назначение — девушка со справкой
- 1983 — Высокая проба — Лена Чиркина, работница завода, дочь Юрия Николаевича
- 1983 — Приключения Шерлока Холмса и доктора Ватсона: Сокровища Агры — мисс Мэри Морстен (озвучивала Наталья Рычагова)
- 1985 — Парашютисты — Лариса
- 1986 — Мой любимый клоун — Ольга, заведующая детским домом
- 1986 — Приключения Шерлока Холмса и доктора Ватсона: Двадцатый век начинается — миссис Мэри Ватсон (озвучивала Наталья Рычагова)
- 1987 — Запомните меня такой — секретарь Лидии Сергеевны
- 1988 — Артистка из Грибова — почтальон из Грибова
- 1988 — Радости земные — эпизод
- 1989 — В знак протеста — Таня
- 1990 — Бабник — Катя, подруга Аркаши
- 1990 — Моя морячка — московская коллега Гудкова
- 1992 — Новый Одеон — нацистка (нет в титрах)
- 1994 — Жених из Майами — Катя, бывшая жена Сергея
- 1994 — Третий не лишний — Катя
- 1998 — Когда все свои — эпизод
- 1998 — Примадонна Мэри — эпизод
- 2000 — Агент в мини-юбке — инженер Таня
- 2000 — Воспоминания о Шерлоке Холмсе — Мисс Морстен
- 2000 — День Святого Валентина  — Катя, подруга Любы
- 2000 — Особенности банной политики, или Баня 2 — жена
- 2001 — Тайное свидание
- 2001 — Любовница из Москвы — Катя, проститутка
- 2001 — Мы сделали это! — сотрудница брошенной жены
- 2002 — Лёгкий поцелуй
- 2002 — Стрела любви — Катя
- 2004 — Жениться в 24 часа — Катя
- 2004 — Москва. Центральный округ 2 — Наташа
- 2004 — Заторможенный рефлекс
- 2004 — Не нарушая закона
- 2005 — С Новым годом, папа! — жена шефа
- 2005 — Студенты 1 — эпизод
- 2005 — Сыщики 4 — Анжелика
- 2006 — Люба, дети и завод… — учительница
- 2006 — Лифт — жертва
- 2007 — Агония страха — экскурсовод
- 2007 — Короли игры — Зоя Васильевна, завуч школы
- 2007 — Вся такая внезапная
- 2008 — Когда не хватает любви — Галя Недосейкина, подруга Тамары
- 2008 — Моя любимая ведьма — женщина
- 2010 — Спальный район — учительница
- 2010 — Доктор Тырса — продавец в зоомагазине
- 2010 — Химик — Клавдия Андреевна, пассажирка в метро
- 2011 — Папаши — Наталья Александровна Кедрова, директор детского дома
- 2011 — Сваты — эпизод
- 2014 — Серьёзные отношения — мать Кати